# Octombrie 2020
Acest articol este generat integral pe baza informațiilor din articolul 2020 și este actualizat periodic de un robot.
 Editările făcute în articol vor fi șterse la următoarea actualizare! Dacă doriți să faceți modificări, editați articolul-sursă.

ianuarie -
februarie -
martie -
aprilie -
mai -
iunie -
iulie -
august -
septembrie -
octombrie -
noiembrie -
decembrie
Octombrie 2020 a fost a zecea lună a anului și a început într-o zi de joi.

## Evenimente

OSIRIS-REX a aterizat pe asteroidul Bennu

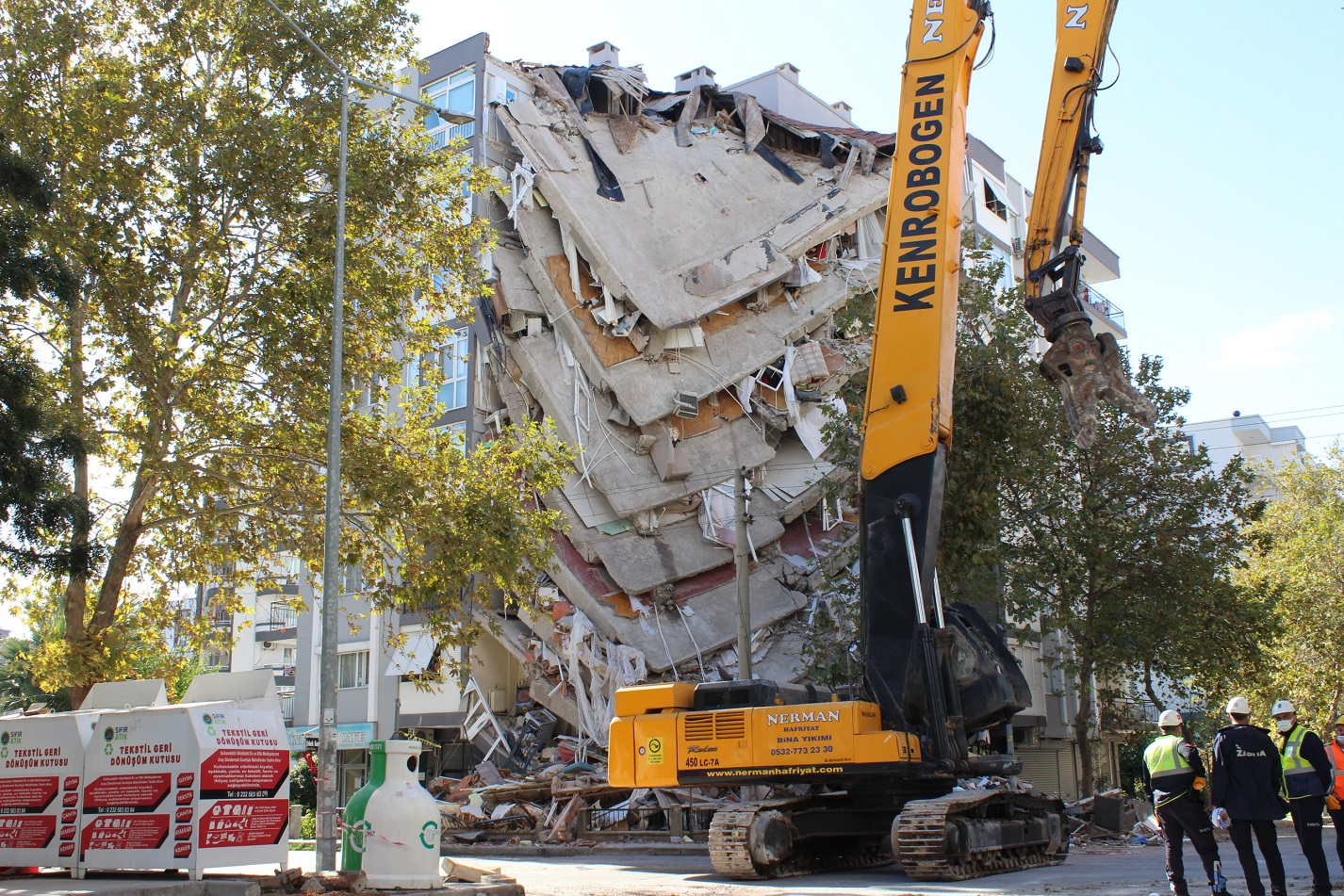
30 octombrie: Cutremurul din Marea Egee

- 1 octombrie: Conflictul din Nagorno-Karabah: Patru jurnaliști care lucrează pentru ziarul francez Le Monde, sunt grav răniți de bombardamentele azere, potrivit unei surse guvernamentale armene.
- 1 octombrie: Conflictul din Nagorno-Karabah: Fostul președinte al Kazahstanului, Nursultan Nazarbayev, își exprimă îngrijorarea cu privire la escaladarea situației. De asemenea, el cere ca Baku și Erevan să lanseze negocieri.
- 1 octombrie: Conflictul din Nagorno-Karabah: Turcia emite o declarație prin care respinge cererile de încetare a focului din partea Statelor Unite, Franței și Rusiei.
- 1 octombrie: Conflictul din Nagorno-Karabah: Ambasadorul Armeniei în Statele Unite, Varuzhan Nersesyan, declară: „În acest moment, este necesară o intervenție a celor mai înalte niveluri, împreună cu alți mediatori, Rusia și Franța, pentru a opri violența.”
- 2 octombrie: Conflictul din Nagorno-Karabah: Forțele azere au bombardat capitala Republicii Arțah, Stepanakert, rănind zece civili și distrugând parțial mai multe clădiri, inclusiv sediul serviciului de salvare din Arțah, potrivit oficialilor armeni.
- 2 octombrie: Oamenii de știință au dezvăluit imaginea lui Beta Pictoris c (β Pic c), o exoplanetă situată la 63 de ani lumină distanță.
- 3 octombrie: Conflictul din Nagorno-Karabah: Președintele azer, Ilham Aliyev, critică mediatorii internaționali care solicită încetarea focului, spunând că războiul nu se va încheia până când forțele armene se vor retrage din disputatul Nagorno-Karabah.
- 3 octombrie: Conflictul din Nagorno-Karabah: Azerbaidjanul a declarat că trupele sale au capturat Suqovușan (Madaghis), Talıș, Mehdili, Așağı Maralyan, Șəybəy, Quycaq și Așağı Əbdürrəhmanlı în urma ciocnirilor cu forțele armene și Artsakh. Președintele Ilham Aliyev a scris pe Twitter: "Madagiz este al nostru. Karabakh este Azerbaidjan!"
- 3 octombrie: Conflictul din Nagorno-Karabah: Iranul spune că zece obuze au căzut pe teritoriul iranian, în timp ce luptele se dezlănțuiau între Armenia și Azerbaidjan în Nagorno-Karabah. Peste 35 de obuze de mortar au lovit Iranul de când au început recentele lupte, provocând daune unităților de locuit și rănirea unui copil.
- 3 octombrie: Egiptul descoperă 59 de sicrie de preoți și grefieri din dinastia a 26-a, având o vechime de aproape 2.500 de ani.
- 4 octombrie: Președinții din Palau, Nauru, Kiribati, Statele Federate ale Microneziei și Insulele Marshall emit o declarație prin care amenință să părăsească Forumul Insulelor din Pacific în cazul în care candidatul lor nu este ales ca secretar general. Președintele Statelor Federate ale Microneziei, David W. Panuelo, spune că problema este "non-negociabilă".
- 4 octombrie: La referendumul pentru independența Noii Caledonii, 53,26 % dintre alegători au votat împotriva declarării independenței acestui teritoriu francez de peste mări.[1] Președintele Emmanuel Macron a declarat că salută acest rezultat ca un „semn de încredere în republică”.
- 4 octombrie: Alegeri parlamentare se desfășoară în Kârgâzstan în mijlocul unei crize economice.
- 4 octombrie: Conflictul din Nagorno-Karabah: Al doilea oraș ca mărime al Azerbaidjanului, Gandja, este bombardat de forțele armate din Arțah, distrugând mai multe clădiri și ucigând cel puțin un civil. Aeroportul Internațional Gandja este, de asemenea, bombardat. Ministrul Apărării din Azerbaidjan, Zakir Hasanov, spune că este o mișcare „clar provocatoare” care „extinde conflictul”.
- 15 octombrie: Președintele Kârgâzstanului Sooronbay Jeenbekov a demisionat din funcție după săptămâni de proteste masive în urma alegerilor parlamentare din octombrie 2020 ; Liderul opoziției Sadâr Japarov preia funcția atât de președinte interimar, cât și de prim-ministru al Kârgâzstanului.
- 19 octombrie: Pandemia COVID-19: Numărul cazurilor confirmate de COVID-19 depășește 40 de milioane în întreaga lume.
- 20 octombrie:   Sonda spațială OSIRIS-REx a NASA aterizează pentru scurt timp pe Bennu, devenind prima sondă a agenției care preia mostre de la un asteroid, iar încărcătura sa urmând să se întoarcă pe Pământ în 2023.
- 21 octombrie: Ploile abundente aduse de furtuna tropicală Linfa au provocat alunecări de teren la hidrocentrala Rao Trang 3 din Thua Thien Hue , Vietnam , ucigând 17 muncitori în construcții și 13 soldați care se aflau într-o misiune de salvare.
- 22 octombrie: Declarația de consens de la Geneva privind promovarea sănătății femeilor și întărirea familiei este semnată de reprezentanții guvernului din 34 de țări.
- 23 octombrie:La sfârșitul unui proces de deminare de 11 ani, Insulele Falkland sunt declarate libere de mine terestre, la 38 de ani după încheierea războiului din 1982.
- Israelul și Sudanul convin să normalizeze relațiile , marcând cel de-al cincilea acord de pace arabo-israelian.
- 26 octombrie: NASA confirmă existența apei moleculare pe partea luminată a Lunii , lângă craterul Clavius , la concentrații de până la 412 părți pe milion.
- 29 octombrie:Organizația Internațională pentru Migrație (OIM) confirmă moartea a cel puțin 140 de migranți care s-au înecat în largul coastei Senegalului pe o navă cu destinația Insulele Canare spaniole . Este cel mai mortal naufragiu din 2020 de până acum.
- 30 octombrie: Un cutremur cu magnitudinea de 7,0 grade pe scara Richter a lovit Turcia și Grecia, ucigând 119 persoane și rănind peste 1.000.
- 31 octombrie: Taifunul Goni a ajuns în Filipine, devenind cel mai puternic ciclon tropical din istorie, strămutând sute de mii de oameni și ucigând alți zeci în regiune.

## Decese
- 2 octombrie: Vsevolod Gavrilov, 77 ani, actor din Republica Moldova (n. 1942)
- 4 octombrie: Kenzō Takada, 81 ani, designer vestimentar japonez, stabilit în Franța (n. 1939)
- 6 octombrie: Eddie Van Halen, 65 ani, chitarist și textier american de etnie neerlandeză (n. 1955)
- 7 octombrie: Mario J. Molina, 77 ani, chimist mexican, laureat al Premiului Nobel (1995), (n. 1943)
- 7 octombrie: Károly Vekov, 73 ani, istoric, istoric cultural, conferențiar universitar și deputat maghiar în România (n. 1947)
- 8 octombrie: Tom O'Donnell, 94 ani, om politic irlandez, membru al Parlamentului European (1979–1984), (n. 1926)
- 10 octombrie: Constantin Frosin, 67 ani, scriitor și traducător român (n. 1952)
- 12 octombrie: Conchata Ferrell, 77 ani, actriță americană (n. 1943)
- 12 octombrie: Yehoshua Kenaz, 83 ani, prozator și traducător israelian, de limbă ebraică (n. 1937)
- 12 octombrie: Ion Predescu, 93 ani, jurist și senator român (1990-2004), (n. 1927)
- 13 octombrie: John Pepper Clark, 85 ani, poet, dramaturg și critic literar nigerian (n. 1935)
- 13 octombrie: Veaceslav Semionov, 64 ani, fotbalist și antrenor din R. Moldova (Dacia Chișinău), (n. 1956)
- 16 octombrie: Gordon Haskell, 74 ani, cântăreț britanic (King Crimson), (n. 1946)
- 16 octombrie: Michael Nehorai, rabin israelian (n. 1931)
- 17 octombrie: Radu Călin Cristea, 65 ani, critic literar, scriitor, eseist și jurnalist român (n. 1955)
- 19 octombrie: Wojciech Pszoniak, 78 ani, actor de teatru și film, regizor teatral și profesor de actorie polonez (n. 1942)
- 20 octombrie: Yehoshua Blau, 101 ani, lingvist și semitolog israelian, originar din România (n. 1919)
- 20 octombrie: James Randi, 92 ani, militant americano-canadian (n. 1928)
- 25 octombrie: Mahesh Kanodia, 80 ani, cântăreț și politician din Gujarat, India (n. 1939)
- 25 octombrie: Lee Kun-hee, 78 ani, om de afaceri sud-coreean, președinte al Samsung (1987-2008, 2010-2020), (n. 1942)
- 27 octombrie: Naresh Kanodia, 77 ani, muzician și actor de film Gujarati din Gujarat, India (n. 1943)
- 28 octombrie: Alain Rey, 92 ani, lingvist și lexicograf francez (n. 1928)
- 30 octombrie: Nobby Stiles (Norbert Peter Stiles), 78 ani, fotbalist englez (n. 1942)
- 31 octombrie: Sean Connery (Thomas Sean Connery), 90 ani, actor scoțian, laureat al Premiului Oscar (1988), (n. 1930)